# You (журнал)
YOU (яп. ユー ю:) — японский журнал манги для женщин (дзёсэй), выпускаемый издательством Shueisha с 28 мая 1994 года. По данным на 2009 год, это самый продаваемый дзёсэй-журнал в Японии с тиражом почти 180 тыс. экземпляров.
В YOU печаталась такая известная манга, как Aki no Hana (яп. 秋の華) и Mijo Monogatari (яп. 魅女物語) Риёко Икэды, Kochou Densetsu (яп. 胡蝶伝説) Юкио Икэды, Kochira Tsubaki Sanfujinka (яп. 昭和元年のライスカレー) Кадзуми Аманэ, Gokusen (яп. ごくせん) Кодзуэко Моримото, Patisserie Mon (яп. 秋の華) Киры, Real Clothes (яп. リアルクローズ) Сатору Макимуры, Bishounen (яп. 美少年) Масако Ватанабэ.
Манга издаётся компанией Shueisha под импринтами YOU Comics (яп. YOUコミックス ю: комиккусу) и Queen's Comics (яп. クイーンズコミックス куи:ндзу комиккусу).

## История
Журнал был создан в 1980 году как приложение к ежемесячному Gekkan Seventeen (яп. 月刊セブンティーン) и первоначально назывался Lady's Comic YOU (яп. レディースコミックユー рэди:су комикку ю:). В 1982 году он превратился в независимое издание и первоначально выходил ежемесячно. С 1983 года началась публикация однотипного издания office YOU (яп. オフィスユー). В 1986 был создан Young You,просущестовавший до 2005 года. Издательство Shueisha впоследствии перенесело мангу, выходившую в Young You, в журналы Chorus и YOU.
| Год   | 2004    | 2005    | 2006    | 2007    | 2009    |
| ----- | ------- | ------- | ------- | ------- | ------- |
| Тираж | 234,166 | 214,167 | 202,750 | 185,000 | 179,542 |